# Martín Martínez de Ampiés
Martín Martínez de Ampiés, también como de Ampiez, de Ampredes y Dampiés, (Sos del Rey Católico, mediados del siglo XV – Uncastillo, principios del siglo XVI) fue un escritor y militar español.

## Vida
Es poco lo que se sabe de su vida personal. Nació en Sos del Rey Católico, donde tenía casa solariega, y fue padre de Juan de Ampiés, regidor en Santo Domingo y de gobernador de la provincia de Venezuela.
Participó en la recuperación del Rosellón y la Cerdaña. Durante los ejercicios de 1480 a 1483 fue diputado de la Corona de Aragón por el brazo de las universidades. Poco después, en 1485, la Diputación de Aragón le encargó pacificar la zona de las Cinco Villas, en la que diversos delitos estaban dificultando el comercio.
A finales del siglo XV, formaba parte de un grupo de intelectuales que se formó en Zaragoza en el entorno del impresor Pablo Hurus, entre los que se contaban Gauberte Fabricio de Vagad, Martín García, Gonzalo García de Santa María, Andrés de Li y también italianos, como Antonio Geraldini. En 1502, todavía en Zaragoza, fue uno de los que juró por el estado de los caballeros e infanzones a Juana y Felipe como sucesores de la Corona de Aragón.
En agosto de 1512 participó en las cortes de Monzón, con ocasión de la renovación de los privilegios de la ciudad de Sos del Rey Católico, en enero de ese mismo año. En 1512 escribió al rey Fernando solicitando ir a la corte, lo que el rey denegó, justificándolo con la necesidad de Martínez de Ampiés de permanecer en Sos. El rey, a pesar de también haber denegado anteriormente la solicitud de Martínez de Ampiés de participar en el conflicto de la Liga Santa contra Francia en Navarra, necesitaba que el militar asegurase el territorio, para evitar una ampliación del conflicto a Aragón.
Poco antes de su muerte, en 1513 fue testigo en una sentencia del rey Fernando en un conflicto entre Sos del Rey Católico y Sangüesa. Falleció posteriormente en Uncastillo, en fecha indeterminada.

## Obra
Martín Martínez de Ampiés escribió, tradujo y amplió diversas obras. En la década de 1490 tradujo del catalán y amplió el manuscrito del barcelonés Manuel Díez, que publicó Hurus en 1495 en Zaragoza con el título Libro de albeytería nuevamente corregido y enmendado. El libro, ampliado considerablemente por Martínez de Ampiés en sesenta y nueve preguntas, era la primera obra de veterinaria publicada en España. Tuvo gran éxito y fue reeditado en castellano y en catalán en diversas ocasiones (Zaragoza, 1498, 1499, 1506, 1545; Barcelona 1515, 1520, 1523).
Posteriormente escribiría dos obras religiosas. En 1495 Hurus publicó su Triumpho de María, en prosa y verso y en 1496 el Libro del antichristo. El Libro del antichristo es una de las muchas adaptaciones realizadas del Libellus de Antichristo de Hermerio Adson. La versión de Martínez de Ampiés constaba de cuatro partes, unas traducidas, otras originales: «Libro del anticristo», «Libro del juicio postrimero», «Sermón de san Vicente» y «Epístolas de rabí Samuel enviadas a rabí Isaac». Posteriormente el Libro del Antichristo sería reeditado en Burgos en 1497 por Fadrique de Basilea y en 1535 por Juan de Junta.
En 1498 tradujo del latín el Viaje de la Tierra Santa de Bernardo de Breidenbach, al que añadió un prólogo con el título Tratado de Roma, una pintoresca historia de los emperadores y papas de Roma. Finalmente publicaría un Carmen elegiacum en la compilación Pascale Sedulii cum sacrarum litterarum et indice auctorum in marginibus de Juan Sobrarias.